# Valle Hermoso (Ayabaca)
Valle Hermoso es una localidad peruana ubicada en el distrito de Suyo, perteneciente a la provincia de Ayabaca del departamento de Piura, al norte del Perú. 

## Ubicación
Valle Hermoso se ubica al noroeste de la provincia de Ayabaca, en el distrito de Suyo, en el departamento de Piura.

## Demografía
En 2017 Valle Hermoso tenía una población de 18 habitantes.
| Gráfica de evolución demográfica de Valle Hermoso entre 1993 y 2017 |
|                                                                     |
| Fuentes: Población 1993 y 2017                                      |